# Benbrook (Teksas)
Benbrook je grad u američkoj saveznoj državi Teksas. Prema popisu stanovništva iz 2010. u njemu je živjelo 21.234 stanovnika.